# روي ماورو ماريني
روي ماورو ماريني (بالبرتغالية: Ruy Mauro Marini‏) هو عالم اجتماع واقتصادي برازيلي، ولد في 1932 في بارباسينا في البرازيل، وتوفي في 1997 في ريو دي جانيرو في البرازيل.

## وصلات خارجية
- الموقع الرسمي